# 下河雅史
下河 雅史（しもがわ まさふみ、1986年5月15日 - ）は、福岡県出身の競艇選手。登録番号4395。身長170cm。血液型O型。98期。福岡支部所属。兄に同じ競艇選手の下河誉史（登録番号4151）、同期に平山智加、松田祐季、濱本優一らがいる。

## 来歴
- やまと競艇学校時代、リーグ戦勝率6.13（準優出5　優出2）の成績を残した。
- 2006年5月20日、芦屋競艇場でデビュー（6着）。
- 2006年10月30日、徳山競艇場での一般競走最終日3Rで初勝利（43走目）。
- 2007年7月23日、若松競艇場での「ビッグベアーズカップ」で初優出（2着）。